# FullReader
FullReader — программа для чтения электронных книг на мобильных устройствах с операционной системой Android. Поддерживает основные форматы электронных книг и документов, в том числе заархивированные в RAR, ZIP и 7z, а также формат MP3 для аудиокниг.
Программа разработана компанией ITENSE GROUP. Релиз первой версии состоялся 24 октября 2014. Написана на языке Java, имеет открытый исходный код.

## Возможности программы
- Поддержка онлайн-библиотек OPDS[3].
- Поддержка облачных хранилищ Google Drive, DropBox и OneDrive.
- Поддержка аудиокниг в формате mp3.
- Воспроизведение текста вслух аудиокниг с возможностью выбора языка, скорости, голоса и тона.
- Таймер чтения вслух.
- Настройка внешнего вида страниц — выбор фона, типа и размера шрифта, отступов.
- Возможность поиска в тексте.
- Поддержка закладок и заметок.
- Поддержка закладок для аудиокниг.
- Загрузка новых обложек для книг.
- Настройка рабочей панели инструментов в режиме чтения.
- Перевод текста.
- Дневной и ночной режимы чтения[4].
- Ручная и автоматическая регулировка яркости подсветки экрана.
- Ручное и автоматическое перелистывание страниц постранично и свитком. Настройка скорости перелистывания и анимации.
- Просмотр и редактирование информации о книге.
- Виджеты для недавно прочитанных и избранных книг.

## Поддерживаемые форматы
- fb2
- Epub
- Mobi
- TXT
- PDF
- doc
- DOCX
- CBR
- CBZ
- DJVU
- DJV
- HTML
- HTM
- XPS
- OXPS
- PRC
- RAR
- ZIP
- 7Z
- MP3
- ODT